# لوکا دیریکو
لوکا دیریکو (انگلیسی: Luca D'Errico؛ زادهٔ ۲۴ مارس ۱۹۹۲) بازیکن فوتبال اهل ایتالیا است.
از باشگاه‌هایی که در آن بازی کرده‌است می‌توان به باشگاه فوتبال اینتر میلان اشاره کرد.